# Hyrum
Hyrum és una població dels Estats Units a l'estat de Utah. Segons el cens del 2000 tenia 6.316 habitants.

## Demografia
Segons el cens del 2000, Hyrum tenia 6.316 habitants, 1.683 habitatges, i 1.497 famílies. La densitat de població era de 623,7 habitants per km².
Dels 1.683 habitatges en un 59,7% hi vivien nens de menys de 18 anys, en un 76,8% hi vivien parelles casades, en un 9,2% dones solteres, i en un 11% no eren unitats familiars. En el 9% dels habitatges hi vivien persones soles el 3,6% de les quals corresponia a persones de 65 anys o més que vivien soles. El nombre mitjà de persones vivint en cada habitatge era de 3,75 i el nombre mitjà de persones que vivien en cada família era de 4.
Per edats la població es repartia de la següent manera: un 40,4% tenia menys de 18 anys, un 11,6% entre 18 i 24, un 27,6% entre 25 i 44, un 15,2% de 45 a 60 i un 5,2% 65 anys o més.
L'edat mitjana era de 24 anys. Per cada 100 dones de 18 o més anys hi havia 100,2 homes.
La renda mitjana per habitatge era de 43.981 $ i la renda mitjana per família de 44.915 $. Els homes tenien una renda mitjana de 31.989 $ mentre que les dones 20.770 $. La renda per capita de la població era de 14.845 $. Entorn del 5,2% de les famílies i el 6,5% de la població estaven per davall del llindar de pobresa.

## Poblacions més properes
El següent diagrama mostra les poblacions més properes.